# Lijst van voetbalinterlands Denemarken - Duitsland
Deze lijst van voetbalinterlands is een overzicht van alle officiële voetbalwedstrijden tussen de nationale teams van Denemarken en (West-)Duitsland. De buurlanden speelden tot op heden 29 keer tegen elkaar. De eerste ontmoeting, een vriendschappelijke wedstrijd, werd gespeeld in Kopenhagen op 6 oktober 1912. Het laatste duel, een achtste finale van het Europees kampioenschap voetbal 2024, vond plaats in Dortmund (Duitsland) op 29 juni 2024.

## Wedstrijden
| №  | Plaats        | Datum             | Competitie        | Wedstrijd                   | Uitslag |
| -- | ------------- | ----------------- | ----------------- | --------------------------- | ------- |
| 1  | Kopenhagen    | 6 oktober 1912    | Vriendschappelijk | Denemarken – Duitsland      | 3 – 1   |
| 2  | Hamburg       | 26 oktober 1913   | Vriendschappelijk | Duitsland – Denemarken      | 1 – 4   |
| 3  | Kopenhagen    | 2 oktober 1927    | Vriendschappelijk | Denemarken – Duitsland      | 3 – 1   |
| 4  | Neurenberg    | 16 september 1928 | Vriendschappelijk | Duitsland – Denemarken      | 2 – 1   |
| 5  | Kopenhagen    | 7 september 1930  | Vriendschappelijk | Denemarken – Duitsland      | 6 – 3   |
| 6  | Hannover      | 27 september 1931 | Vriendschappelijk | Duitsland – Denemarken      | 4 – 2   |
| 7  | Kopenhagen    | 7 oktober 1934    | Vriendschappelijk | Denemarken – Duitsland      | 2 – 5   |
| 8  | Breslau       | 16 mei 1937       | Vriendschappelijk | Duitsland – Denemarken      | 8 – 0   |
| 9  | Kopenhagen    | 25 juni 1939      | Vriendschappelijk | Denemarken – Duitsland      | 3 – 4   |
| 10 | Hamburg       | 17 november 1940  | Vriendschappelijk | Duitsland – Denemarken      | 1 – 0   |
| 11 | Dresden       | 16 november 1941  | Vriendschappelijk | Duitsland – Denemarken      | 1 – 1   |
| 12 | Kopenhagen    | 24 september 1958 | Vriendschappelijk | Denemarken – West-Duitsland | 1 – 1   |
| 13 | Düsseldorf    | 20 september 1961 | Vriendschappelijk | West-Duitsland – Denemarken | 5 – 1   |
| 14 | Kopenhagen    | 30 juni 1971      | Vriendschappelijk | Denemarken – West-Duitsland | 1 – 3   |
| 15 | Queretaro     | 13 juni 1986      | WK 1986           | Denemarken – West-Duitsland | 2 – 0   |
| 16 | Kopenhagen    | 24 september 1986 | Vriendschappelijk | Denemarken – West-Duitsland | 0 – 2   |
| 17 | Hamburg       | 23 september 1987 | Vriendschappelijk | West-Duitsland – Denemarken | 1 – 0   |
| 18 | Gelsenkirchen | 14 juni 1988      | EK 1988           | West-Duitsland – Denemarken | 2 – 0   |
| 19 | Gelsenkirchen | 30 mei 1990       | Vriendschappelijk | West-Duitsland – Denemarken | 1 – 0   |
| 20 | Göteborg      | 26 juni 1992      | EK 1992           | Denemarken – Duitsland      | 2 – 0   |
| 21 | Kopenhagen    | 9 september 1992  | Vriendschappelijk | Denemarken – Duitsland      | 1 – 2   |
| 22 | München       | 27 maart 1996     | Vriendschappelijk | Duitsland – Denemarken      | 2 – 0   |
| 23 | Kopenhagen    | 15 november 2000  | Vriendschappelijk | Denemarken – Duitsland      | 2 – 1   |
| 24 | Duisburg      | 28 maart 2007     | Vriendschappelijk | Duitsland – Denemarken      | 0 – 1   |
| 25 | Kopenhagen    | 11 augustus 2010  | Vriendschappelijk | Denemarken – Duitsland      | 2 – 2   |
| 26 | Lviv          | 17 juni 2012      | EK 2012           | Denemarken – Duitsland      | 1 – 2   |
| 27 | Brøndby       | 6 juni 2017       | Vriendschappelijk | Denemarken – Duitsland      | 1 – 1   |
| 28 | Innsbruck     | 2 juni 2021       | Vriendschappelijk | Duitsland − Denemarken      | 1 − 1   |
| 29 | Dortmund      | 29 juni 2024      | EK 2024           | Duitsland – Denemarken      | 2 – 0   |

## Samenvatting
| Competitie        | Totaal gespeeld | Winst Denemarken | Gelijk | Winst Duitsland | Doelsaldo Denemarken – Duitsland |
| ----------------- | --------------- | ---------------- | ------ | --------------- | -------------------------------- |
| WK-eindronde      | 1               | 1                | 0      | 0               | 2 − 0                            |
| EK-eindronde      | 4               | 1                | 0      | 3               | 3 − 6                            |
| Vriendschappelijk | 24              | 6                | 5      | 13              | 33 − 51                          |
| Totaal            | 29              | 8                | 5      | 16              | 38 − 57                          |

Wedstrijden bepaald door strafschoppen worden, in lijn met de FIFA, als een gelijkspel gerekend.

## Details

### Eerste ontmoeting
| Vriendschappelijk (Kopenhagen, Denemarken, 6 oktober 1912): |       |                        |
| Denemarken | 3 – 1 | Duitsland              |
| Nils Middelboe 22' Alf Olsen 55' Nils Middelboe 67' | goals | 85' (pen.) Adolf Jäger |
| - Debuut van Georg Brysting, Christian Morville (KB Frederiksberg) en Alf Olsen (B 93) voor Denemarken. - Debuut van Kurt Diemer (BTuFC Britannia) en Karl Wolter (BFC Vorwärts 1890) voor Duitsland. |       |                        |

### Zestiende ontmoeting
| Vriendschappelijk (Kopenhagen, Denemarken, 24 september 1986): |              | |
| Denemarken | 0 – 2        | West-Duitsland |
| | goals        | 24' Olaf Thon 44' Klaus Allofs |
| Josef Piontek | bondscoach   | Franz Beckenbauer |
| Ole Qvist John Sivebæk Kent Nielsen Morten Olsen Henrik Andersen 80' Klaus Berggreen Jens Jørn Bertelsen 32' Jesper Olsen Allan Simonsen 20' Preben Elkjær Larsen Michael Laudrup | opstellingen | Harald Schumacher Thomas Hörster Thomas Berthold Jürgen Kohler Guido Buchwald Michael Frontzeck Lothar Matthäus 69' Olaf Thon Wolfgang Rolff Rudi Völler 83' Klaus Allofs |
| John Eriksen 20' Pierre Larsen 32' John "Faxe" Jensen 80' | wissels      | 69' Uwe Rahn 83' Herbert Waas |
| Preben Elkjær Larsen ??' | gele kaarten | |
| - Debuut van John "Faxe" Jensen (Brøndby IF) voor Denemarken. - Debuut van Thomas Hörster (Bayer 04 Leverkusen) en Jürgen Kohler (Waldhof Mannheim) voor West-Duitsland.          |              | |

### Negentiende ontmoeting
| Vriendschappelijk (Gelsenkirchen, Duitsland, 30 mei 1990): |              | |
| West-Duitsland | 1 – 0        | Denemarken |
| Rudi Völler 35' | goals        | |
| Franz Beckenbauer | bondscoach   | Richard Møller Nielsen |
| Raimond Aumann 46' Jürgen Kohler 77' Klaus Augenthaler 46' Guido Buchwald Pierre Littbarski 46' Thomas Häßler 81' Lothar Matthäus 66' Uwe Bein 66' Andreas Brehme 46' Jürgen Klinsmann 46' Rudi Völler 66' | opstellingen | Peter Schmeichel John Sivebæk Kent Nielsen Lars Olsen Henrik Andersen 76' Morten Bruun Kim Vilfort John "Faxe" Jensen 81' Jan Bartram 72' Bent Christensen Flemming Povlsen |
| Andreas Köpke 46' Paul Steiner 46' Thomas Berthold 46' Hansi Pflüger 46' Karl-Heinz Riedle 46' Andreas Möller 66' Olaf Thon 66' Frank Mill 66' Stefan Reuter 77' Günter Hermann 81'                        | wissels      | 72' Henrik Risom 76' Brian Skaarup 81' Per Frandsen |
| - Debuut van Andreas Köpke (FC Nürnberg) en Paul Steiner (FC Köln) voor West-Duitsland. - Debuut van Per Frandsen (B 1903) en Brian Skaarup (Silkeborg IF) voor Denemarken.                                |              | |

### Twintigste ontmoeting
| Finale EK 1992 (Göteborg, Zweden, 26 juni 1992): |              | |
| Denemarken | 2 – 0        | Duitsland |
| John "Faxe" Jensen 18' Kim Vilfort 78' | goals        | |
| Richard Møller Nielsen | bondscoach   | Berti Vogts |
| Peter Schmeichel Lars Olsen John Sivebæk 67' Torben Piechnik Kent Nielsen Henrik Larsen Kim Vilfort John "Faxe" Jensen Kim Christofte Brian Laudrup Flemming Povlsen | opstellingen | Bodo Illgner Thomas Helmer Jürgen Kohler Guido Buchwald Stefan Reuter Thomas Häßler 80' Stefan Effenberg 46' Matthias Sammer Andreas Brehme Jürgen Klinsmann Karl-Heinz Riedle |
| Claus Christiansen 67' | wissels      | 46' Thomas Doll 80' Andreas Thom |
| Henrik Larsen 32' | gele kaarten | 35' Stefan Effenberg 39' Thomas Häßler 55' Stefan Reuter 83' Thomas Doll 88' Jürgen Klinsmann                                                                                  |

### 21ste ontmoeting
| Vriendschappelijk (Kopenhagen, Denemarken, 9 september 1992): |              | |
| Denemarken | 1 – 2        | Duitsland |
| Lars Elstrup 81' | goals        | 47' Karl-Heinz Riedle 88' Stefan Effenberg |
| Richard Møller Nielsen | bondscoach   | Berti Vogts |
| Peter Schmeichel Lars Olsen Torben Piechnik John Sivebæk Kim Christofte Kim Vilfort John "Faxe" Jensen 78' Henrik Larsen 88' Brian Laudrup Flemming Povlsen Lars Elstrup | opstellingen | Andreas Köpke Guido Buchwald Stefan Reuter Christian Wörns Thomas Helmer Michael Frontzeck 88' Jürgen Klinsmann Stefan Effenberg 73' Thomas Doll Karl-Heinz Riedle Andreas Thom |
| Johnny Mølby 46' Jan Heintze 88' | wissels      | 73' Olaf Thon 88' Thomas Strunz |
| Henrik Larsen ??' John "Faxe" Jensen ??' | gele kaarten | ??' Thomas Doll |

### 22ste ontmoeting
| Vriendschappelijk (München, Duitsland, 27 maart 1996): |              | |
| Duitsland | 2 – 0        | Denemarken |
| Oliver Bierhoff 44' Oliver Bierhoff 60' | goals        | |
| Berti Vogts | bondscoach   | Richard Møller Nielsen |
| Oliver Kahn 18' Stefan Reuter 46' Jürgen Kohler Thomas Helmer Christian Ziege Thomas Häßler Steffen Freund 85' Dieter Eilts Mehmet Scholl 76' Oliver Bierhoff Jürgen Klinsmann | opstellingen | Peter Schmeichel Thomas Helveg Marc Rieper Jes Høgh Jens Risager Claus Thomsen Michael Schjønberg 46' Peter Rasmussen 79' Michael Laudrup Brian Laudrup 73' Mikkel Beck |
| Andreas Köpke 18' Markus Babbel 46' Mario Basler 76' Jörg Albertz 85' | wissels      | 46' Allan Nielsen 73' Erik Bo Andersen 79' Brian Steen Nielsen |

### 23ste ontmoeting
| Vriendschappelijk (Kopenhagen, Denemarken, 15 november 2000): |              | |
| Denemarken | 2 – 1        | Duitsland |
| Dennis Rommedahl 56' Dennis Rommedahl 66' | goals        | 84' Mehmet Scholl |
| Morten Olsen | bondscoach   | Rudi Völler |
| Thomas Sørensen Thomas Helveg René Henriksen Martin Laursen Jan Heintze 64' Thomas Gravesen Jon Dahl Tomasson 46' Stig Tøfting Dennis Rommedahl 89' Martin Jørgensen 79' Ebbe Sand 46' | opstellingen | Oliver Kahn Ingo Hertzsch Jens Nowotny 69' Thomas Linke Carsten Ramelow 46' Jörg Heinrich Dietmar Hamann 89' Christian Ziege Mehmet Scholl 74' Oliver Bierhoff 82' Alexander Zickler |
| Claus Jensen 46' Marc Nygaard 46' Niclas Jensen 64' Jan Michaelsen 79' Brian Steen Nielsen 89'                                                                                         | wissels      | 46' Marco Bode 69' Dariusz Wosz 74' Carsten Jancker 82' Oliver Neuville 89' Frank Baumann                                                                                            |
| Stig Tøfting 87' | gele kaarten | 23' Jörg Heinrich 51' Thomas Linke |
| - Debuut van aanvaller Marc Nygaard (Roda JC) voor Denemarken. - Debuut van aanvaller Ingo Hertzsch (Hamburger SV) voor Duitsland.                                                     |              | |

### 24ste ontmoeting
| Vriendschappelijk (Duisburg, Duitsland, 28 maart 2007): |              | |
| Duitsland | 0 – 1        | Denemarken |
| | goals        | 81' Nicklas Bendtner |
| Joachim Löw | bondscoach   | Morten Olsen |
| Robert Enke Clemens Fritz Alexander Madlung Manuel Friedrich Marcell Jansen Roberto Hilbert 58' Simon Rolfes 71' Thomas Hitzlsperger Piotr Trochowski Kevin Kurányi 46' Jan Schlaudraff 78' | opstellingen | 46' Thomas Sørensen Brian Priske Michael Gravgaard Daniel Agger Lars Jacobsen 46' Christian Poulsen 46' Daniel Jensen 56' Jon Dahl Tomasson 76' Dennis Rommedahl Nicklas Bendtner 46' Thomas Kahlenberg |
| Stefan Kießling 46' Paul Freier 58' Gonzalo Castro 71' Patrick Helmes 78' | wissels      | 46' Jesper Christiansen 46' Jesper Grønkjær 46' Rasmus Würtz 46' Leon Andreasen 56' Dennis Sørensen 76' Simon Poulsen                                                                                   |
| Simon Rolfes 41' | gele kaarten | |
| - Debuut van Robert Enke (SV Hannover 96), Roberto Hilbert (VfB Stuttgart), Simon Rolfes (Bayer 04 Leverkusen), Gonzalo Castro (Bayer 04 Leverkusen), Stefan Kießling (Bayer 04 Leverkusen) en Patrick Helmes (1. FC Köln) voor Duitsland. - Debuut van Simon Poulsen (FC Midtjylland) voor Denemarken. |              | |

### 25ste ontmoeting
| Vriendschappelijk (Kopenhagen, Denemarken, 11 augustus 2010): |              | |
| Denemarken | 2 – 2        | Duitsland |
| Dennis Rommedahl 74' Mads Junker 87' | goals        | 19' Mario Gómez 73' Patrick Helmes |
| Morten Olsen | bondscoach   | Joachim Löw |
| Thomas Sørensen Lars Jacobsen Daniel Agger Simon Poulsen 27' William Kvist 88' Mike Jensen 46' Christian Eriksen Dennis Rommedahl Thomas Enevoldsen 46' Nicklas Pedersen 54' Simon Kjær                                                                                            | opstellingen | Tim Wiese 56' Andreas Beck 78' Jérôme Boateng Serdar Tasci Marcel Schäfer 66' Thomas Hitzlsperger Christian Gentner Christian Träsch Toni Kroos 56' Marko Marin Mario Gómez |
| Johnny Thomsen 27' Michael Silberbauer 46' Lasse Schøne 46' Mads Junker 54' Kasper Lorentzen 66' | wissels      | 56' Aaron Hunt 56' Sascha Riether 66' Patrick Helmes 78' Christian Schulz                                                                                                   |
| | gele kaarten | 8' Jérôme Boateng |
| - Debuut van Johnny Thomsen (Sønderjysk), Kasper Lorentzen (Randers FC), Mike Jensen (Brøndby IF) en Nicklas Pedersen (FC Groningen) voor Denemarken. - Honderdste interland van de Deense aanvaller Dennis Rommedahl. - Debuut van Sascha Riether (VfL Wolfsburg) voor Duitsland. |              | |

### 26ste ontmoeting
| EK 2012 (Lviv, Oekraïne, 17 juni 2012): |                 | |
| Denemarken | 1 – 2           | Duitsland |
| (Nicklas Bendtner) Michael Krohn-Dehli 24' | goals (assists) | 19' Lukas Podolski (Mario Gómez) 80' Lars Bender (Mesut Özil) |
| Morten Olsen | bondscoach      | Joachim Löw |
| Stephan Andersen Simon Poulsen Daniel Agger Simon Kjær Lars Jacobsen Jakob Poulsen 82' William Kvist Michael Krohn-Dehli Christian Eriksen Niki Zimling 79' Nicklas Bendtner | opstellingen    | Manuel Neuer Philipp Lahm Holger Badstuber Mats Hummels Lars Bender Bastian Schweinsteiger Sami Khedira 64' Lukas Podolski Mesut Özil 84' Thomas Müller 74' Mario Gómez |
| Christian Poulsen 79' Tobias Mikkelsen 82' | wissels         | 64' André Schürrle 74' Miroslav Klose 84' Toni Kroos |